# Carol Reed
Sir Carol Reed (London, 30. prosinca 1906. – London, 25. travnja 1976.),  engleski filmski redatelj, dobitnik Oscara za svoju filmsku verziju mjuzikla Oliver! (1968.).
Kao nezakoniti sin glumca-producenta sir Herberta Beerbohma Treeja i njegove ljubavnice, May Pinney Reed, Carol Reed je rođen u Putneyju, London, a obrazovao se u Kraljevskoj školi u Canterburyju.
Reed je tijekom  Drugog svjetskog rata služio u britanskoj vojsci, gdje je stekao mnoga iskustva koja će se poslije pojaviti u njegovim kasnijim filmovima. Za glumačku karijeru se odlučio još kao tinejdžer, ali je ubrzo postao redatelj i producent.
Od 1943. do 1947. je bio u braku s elegantnom britanskom filmskom zvijezdom Dianom Wynyard. Nakon njihova razvoda, 1948. se oženio s glumicom Penelope Dudley Ward, poznatom kao Pempie, starijom kćerkom Frede Dudley Ward, koja je bila ljubavnica Princa od Walesa, kasnije Eduarda VIII. i Vojvode od Windsora. Dobili su jednog sina, Maxa.
Godine 1953. postao je prvi britanski filmski redatelj koji je dobio titulu viteza.
Carol Reed umro je od srčanog udara 25. travnja 1976. u svom domu u Chelseaju, London, sa 69 godina.

## Izabrana filmografija
- Oliver! (1968.)
- Agonija i ecstasy (1965.)
- Naš čovjek u Havani (1959.)
- Trapez (1956.)
- Otočki izopćenik (1952.)
- Treći čovjek (1949.)
- Pali idol (1948.)
- Mladi g. Pitt (1942.)
- Noćni vlak za München (1940.)

## Vanjske poveznice
- Carol Reed u internetskoj bazi filmova IMDb-u (engl.)
- Carol Reed[neaktivna poveznica] at screenonline
- Senses of Cinema: Great Directors Critical Database[neaktivna poveznica]
- Carol Reed's Photo & Gravesite